# Renaixement gaèlic

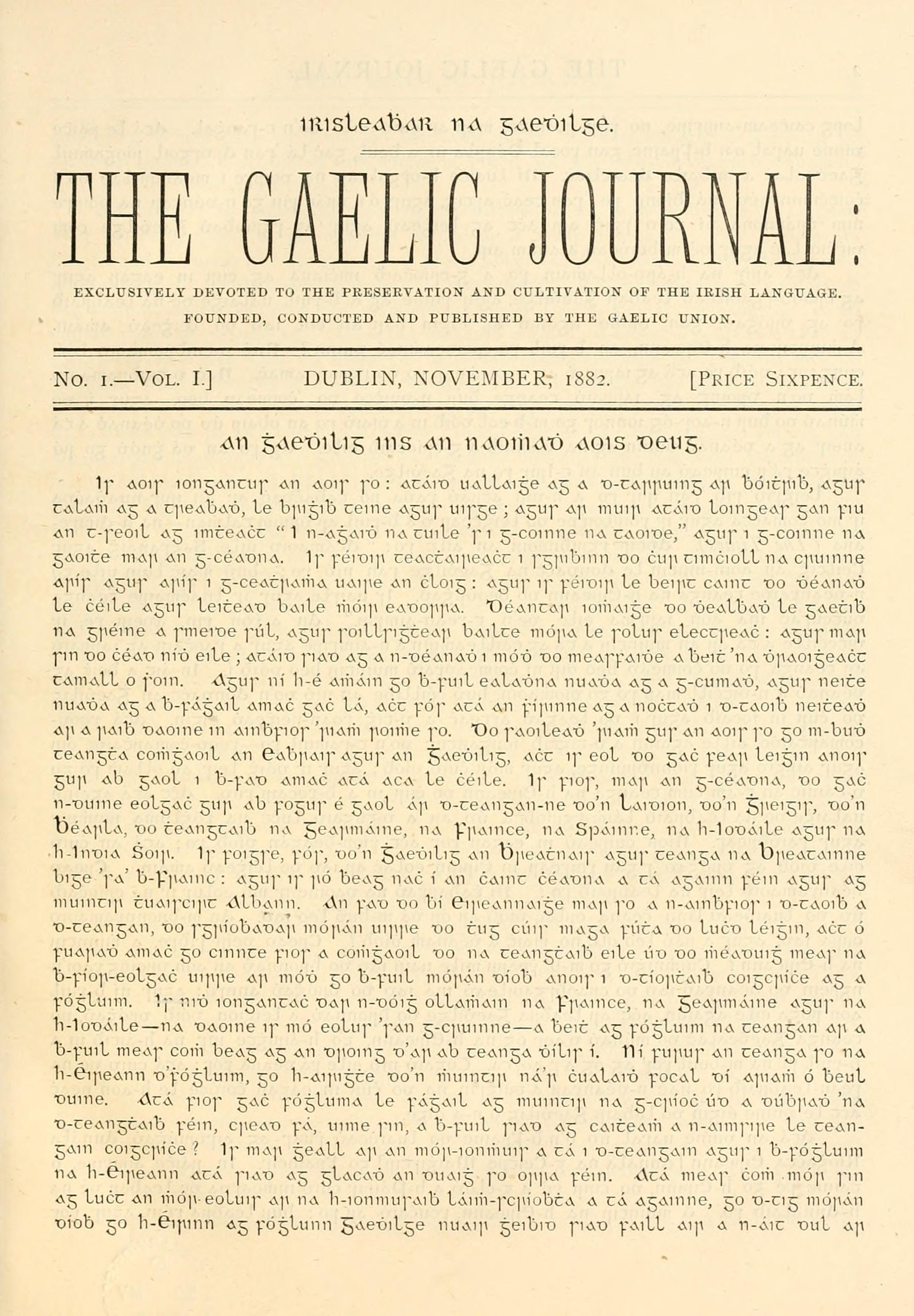
Irisleabhar na Gaedhilge, òrgan del moviment del renaixement gaèlic

El renaixement gaèlic (gaèlic irlandès Athbheochan Ghaelach) fou un renaixement nacional de finals del segle xix que reviscolà l'interès per la cultura de la Irlanda gaèlica (incloent esports, folklore, arts i música) i la llengua irlandesa (coneguda com a gaèlic). L'irlandès havia disminuït molt en nombre de parlants, quedant relegat a àrees rurals aïllades (conegudes com a Gaeltacht), mentre que l'anglès esdevenia la llengua dominant a les àrees urbanes d'arreu d'Irlanda.
L'interès per la cultura gaèlica es va fer evident des de finals del segle xix en els treballs acadèmics de John O'Donovan i Eugene O'Curry, i la fundació de la Societat Ossiànica. La preocupació per la llengua irlandesa els va portar a la formació de la Societat per a la Preservació de la Llengua Irlandesa en 1877, i la Unió Gaèlica en 1880. Aquesta última va editar l'Irisleabhar na Gaedhilge (Diari Gaèlic). Els esports irlandesos van ser fomentats per l'Associació Atlètica Gaèlica, fundada el 1884.
La Lliga Gaèlica (Conradh na Gaeilge) fou fundada en 1893 per Eoin MacNeill i altres. El seu primer president fou Douglas Hyde. L'objecte de la lliga era encoratjar l'ús de l'irlandès en la vida quotidiana per tal de contrarestar l'anglicització del país. Va sostenir reunions setmanals i tertúlies vespertines, va publicar un diari, An Claidheamh Soluis, i va dur a terme amb èxit una campanya per incloure irlandès en el currículum escolar. La Lliga va créixer ràpidament, amb 400 branques als quatre anys de la seva fundació. Va tenir relacions tenses amb altres moviments culturals de l'època, com el moviment pancèltic i el renaixement literari irlandès.
Escriptors importants del renaixement gaèlic foren Peadar Ua Laoghaire, Patrick Pearse i Pádraic Ó Conaire.

## Primers moviments
Els primers pioners de l'academicisme irlandès foren John O'Donovan, Eugene O'Curry i George Petrie; O'Donovan i O'Curry trobaren una sortida al seu treball en l'Archaeological Society, fundada en 1840. Des de 1853 es van publicar traduccions d'obres literàries irlandeses, particularment obres mitològiques del cicle fenià—associats amb els Fianna—per la Societat Ossiànica, en la que fou força actiu Standish Hayes O'Grady. El 1877 es va crear la Societat per la Preservació de la Llengua Irlandesa per George Sigerson i Thomas O'Neill Russell, entre d'altres. El secretari de la societat, el pare John Nolan, va trencar amb ella en 1880 i creà la Unió Gaèlica, de la qual fou president The O'Conor Don, i entre els seus membres hi havia Douglas Hyde i Michael Cusack. L'interès de Cusack per la cultura gaèlica no es restringia a la llengua; es va interessar especialment en els esports tradicionals d'Irlanda, i en 1884, amb Maurice Davin, fundarien l'Associació Atlètica Gaèlica per tal de promoure el futbol gaèlic, el hurling i la pilota irlandesa. En 1882 la Unió Gaèlica començà la publicació d'un periòdic mensual, l'Irisleabhar na Gaedhilge (Gaelic Journal). Els seus primers editors foren David Comyn i John Fleming, important acadèmic irlandès, i després el pare Eugene O'Growney.

## Lliga Gaèlica
En novembre de 1892 Douglas Hyde va fer una lectura a la National Literary Society titulada "The Necessity for De-Anglicising Ireland." Afirmava que el poble irlandès havia estat gairebé totalment anglicitzat, i que això només podia revertir-se amb la construcció de la llengua. Eoin MacNeill ho continuà amb un article a Gaelic Journal, "A Plea and a Plan for the Extension of the Movement to Preserve and Spread the Gaelic language in Ireland", i es va dedicar a la creació d'una organització que ho promogués juntament amb Eugene O'Growney i J. H. Lloyd. La Lliga Gaèlica (Conradh na Gaeilge) fou fundada el 31 de juliol de 1893. Hyde en fou elegit president, MacNeill secretari, Lloyd tresorer, i Thomas O'Neill Russell fou membre del consell.
La Lliga Gaèlica convocava reunions setmanals que eren una barreja de classes i converses. Al cap d'uns mesos tenia branques a Cork i Galway. Després de quatre anys tenia 43 branques, i després de 10 anys més de 400. Encara que estava més orientada al foment de la llengua a la llar que al seu ensenyament a les escoles, assolí un èxit en aconseguir incloure l'irlandès en el currículum escolar, i el nombre d'escoles que ensenyen irlandès va passar del voltant d'una dotzena en els anys 1880 a 1.300 en 1903. La Liga es va fer càrrec del Gaelic Journal en 1894, quan O'Growney es retirà com a editor i fou substituït per MacNeill. En gener de 1898 començà la publicació del setmanari Fáinne an Lae. En març de l'any seguient, després d'una disputa amb el propietari, fou substituït per An Claidheamh Soluis, novament amb MacNeill com a editor. En 1901 MacNeill fou substituït com a editor per Eoghan Ó Neachtain, qui fou substituït en 1903 per Patrick Pearse. La Liga també es va interessar per la música tradicional irlandesa i va donar suport al moviment Feis Ceoil d'Annie Patterson en 1897.
Les relacions de la Lliga amb els altres moviments culturals contemporanis eren tenses i a vegades hostils, tot i que alguns dels líders de la Lliga n'estaven en bones relacions. El panceltisme va ser vist amb recel per molts membres perquè els seus líders a Irlanda, especialment el baró Castletown, eren estretament associats amb l'establishment irlandès. Quan Douglas Hyde va ser convidat al Congrés Pan-Cèltic previst per a 1900 -que se celebraria a Dublín - com a delegat de la Lliga, Coiste Gnótha (comitè executiu) es va negar a enviar-hi un representant, encara que Hyde podria assistir a títol personal si volia. A contracor, Hyde declinà assistir-hi. El renaixement literari irlandès va ser denunciat perquè les seves obres van ser escrites en anglès, no en irlandès, i per tant, tendien més cap a l'anglicització. Eoin MacNeill va escriure: "Deixem-los escriure per al 'món de parla anglesa' o la 'raça de parla anglesa' si volen. Però no els permetem ofendre els nostres oïdes titllant llurs escrits d'irlandesos i nacionals"." Patrick Pearse va dir que el Irish Literary Theatre, fundat recentment per William Butler Yeats, havia de ser "estrangulat en néixer".

## Escriptors
An tAthair Peadar Ua Laoghaire (Pare Peter O'Leary), un capellà de parròquia de Castlelyons al comtat de Cork, començà a col·laborar al Gaelic Journal en 1894, i en novembre del mateix any hi publicà el primer lliurament de Séadna, la seva obra més coneguda. Va ser descrit per la revista com a "exemple de l'irlandès de Munster, una de les millors mostres, si no la millor, del gaèlic popular meridional que mai no s'ha publicat." Séadna fou la primera gran obra de la literatura irlandesa moderna. Ua Laoghaire va serialitzar el Táin Bó Cúailnge al Cork Weekly Examiner en 1900-1901, i continuà amb sèries de versions modernes d'antics contes irlandesos com Bricriu, Eisirt, An Cleasaidhe i An Craos-Deamhan, defugint l'estil acadèmic per afavorir l'irlandès col·loquial. Després de Séadna, el seu treball més conegut és la seva autobiografia, Mo Scéal Féin. Tots els seus treballs eren escrits en el que ell anomenava "caint na ndaoine" (la llengua del poble).
Patrick Pearse, editor d'An Claidheamh Soluis i posteriorment un dels líders de l'Aixecament de Pasqua, va escriure poesia, contes i petites peces. És considerat el primer modernista en irlandès. Pearse va rebutjar el que va anomenar imposició de "formes lingüístiques i literàries mortes a una llengua viva", però al mateix temps, va rebutjar la idea que només els parlants nadius com Ua Laoghaire podien produir "irlandès irlandès". Va escriure dos llibres de narracions curtes, Íosagán agus Scéalta Eile (1907) i An Mháthair agus Scéalta Eile (1916). El seu recull de poemes, Suantraithe agus Goltraithe (1914) conté el seu poema més famós, "Mise Éire" ("Sóc Irlanda").
Pádraic Ó Conaire fou sens dubte el millor escriptor del període. Va escriure més de 400 narracions curtes entre 1901 i la seva mort en 1928. Les seves històries eren més fosques que les dels seus contemporanis. Segons la seva entrada al Dictionary of Irish Biography, tracten de l'"aïllament, el conflicte entre el bé i el mal, la tragèdia de la vida, l'odi, la ceguesa, la desesperació i la bogeria." Va escriure una novel·la, Deoraíocht, descrita per John T. Koch com a "una novel · l'estranya i melancòlica psicològica, la primera del gènere en irlandès", sobre un home de Conamara que viu a Londres. Les obres d'Ó Conaire eren controvertides, abordant temes com l'alcoholisme i la prostitució, cosa que Ua Laoghaire i altres del moviment trobaven qüestionable.